# Invazia mongolă a Poloniei
Invazia mongolă a Poloniei de la sfârșitul anului 1240 până în 1241 a culminat cu Bătălia de la Legnica, unde mongolii au învins alianța, care  includea forțele de ale Poloniei fragmentate și membri ai diferitelor ordinele militare creștine, conduse de Henric al II-lea cel Pios, ducele de Silezia. Intenția primei invazii a fost de a asigura flancul principal al armatei mongole care ataca Regatul Ungariei. Mongolii au neutralizat astfel orice potențial ajutor  regelui Bela al Ungariei din partea polonezilor și ordinelor religios-militare (inclusiv Cavalerii teutoni în Prusia).

## Fondul conflictului
Mongolii au invadat Europa cu trei armate. Una din cele trei armate a fost însărcinată cu distragerea atenției Poloniei, înainte de aderarea la forța mongolă principală de invadare a Ungariei. Armata, sub conducerea lui Baidar, Kadan și Orda, au început operațiunile de recunoaștere la sfârșitul anului 1240.

## Invazia
Un tumen mongol, de la recentul cucerit Volodimir-Volinski din Rusia Kieveană, au prădat întâi Lublin, apoi au asediat și jefuit Sandomierz (care a căzut pe 13 februarie). În această perioadă ei și-au împărțit forțele. Forțele lui Orda au devastat centrul Poloniei, au înaintat spre Wolbórz apoi înspre nord, spre Łęczyca, înainte de a porni spre sud prin Sieradz spre Wrocław.
Baidar și Kadan au devastat partea de sud a Poloniei, s-au deplasat prin Chmielnik, Cracovia, Bytom, Opole și în cele din urmă, Legnica, înainte de a părăsi Polonia spre vest și sud.
Baidar și Kadan la 13 februarie a învins o armată poloneză a voievodului Cracoviei, Włodzimierz, în bătălia de la Tursk [6] La 18 martie au învins o altă armată poloneză cu unități din Cracovia și Sandomierz în Bătălia de la Chmielnik. 
Prin ținuturile poloneze s-a răspândit panica, iar cetățenii au abandonat Cracovia, care la 24 martie a fost jefuită și arsă de mongoli. În același timp, una dintre cele mai puternice ducate a Poloniei, și ducele de Silezia, Henric al II-lea cel pios, s-au împreunat forțele lor și ale aliaților în jurul Legnica. Henry, cu scopul de a aduna mai multe forțe, chiar a sacrificat una dintre cele mai mari orașe din Silezia, Wrocław (Breslau), abandonându-l mongolilor. Henry l-a așteptat și pe Venceslav I al Boemiei, comnatul său, care venea în ajutor său cu o armată mare.
În timp ce analiza dacă să asedieze Wrocław, Baidar și Kadan au primit rapoarte că bohemianii sunt la câteva zile depărtare cu o armată mare. Mongolii s-au întors de la Wrocław, fără a finaliza asediul, pentru a intercepta forțele lui Henry înainte ca armatele europene să se poată întâlni. Mongolii l-au găsit pe Henry lângă Legnica la Legnickie Pole ("Câmpul Legnica"), cunoscut de germani ca Wahlstatt ("Câmp de bătălie"). Henry, în plus față de propriile sale forțe, a fost ajutat de Mieszko al II-lea cel Gras (Mieszko II Otyły), precum și resturile  armatei poloneze învinsă la Tursk și Chmielnik, membri ai ordinelor militare și un număr mic de voluntari străini.
Henry, în ciuda faptului că avea armată aproximativ egală cu a mongolilor, a fost învins la Legnica, la 9 aprilie, după ce mongolii provocat confuzie în rândul forțelor poloneze. Mongolii nu au ocupat castelul Legnica, dar nimic nu îi mai împiedica să jefuiască Silezia, înainte de a pleca să se unească cu forțele lor principale din Ungaria.

## Consecințe
Mongolii evitat forțele din Boemia, dar au învins maghiarii în Bătălia de la Mohi. Dar vestea că Marele Han Ögedei a murit în anul precedent a determinat întoarcerea descendenților Marelui han în capitala mongolă Karakorum pentru kurultai, adică  alegerea următorului han, și, probabil, astfel au fost salvate ținuturile poloneze de distrugerea completă de către mongoli.
Moartea Ducelui Henry, care a fost aproape de a unifica ținuturile  poloneze și inversarea fragmentării acestora, a dat înapoi procesul de unificare a Poloniei, și a însemnat, de asemenea, pierderea Sileziei, care a ieșit  în afara sferei de influență poloneză până la unificare care a avut loc în secolul al XIV-lea.
Mai târziu au fost invazii mongole mai mici în Polonia în perioadele (1259-1260 și 1287-1288).
În 1254 sau 1255, Daniel de Galiția s-a revoltat împotriva dominației mongole. El a respins atacul inițial mongol sub Quremsa fiul lui Orda. În 1259, mongolii s-au întors, sub noua comandă a lui Burundai. Potrivit unor surse, Daniel a fugit în Polonia, lăsând fiul și fratele lui la mila armatei mongole, ascunzându-se în castelul său din Galiția.